# یون سون-وو
یون سون-وو (کره‌ای: 윤선우؛ زادهٔ یون مین-سو در ۷ سپتامبر ۱۹۸۵) بازیگر اهل کره جنوبی است. او بیشتر به خاطر ایفای نقش در مجموعه‌های تلویزیونی عاشقان ماه (۲۰۱۶)، سی اما هفده (۲۰۱۸)، خانه تابستانی (۲۰۱۹) و لیگ جذاب (۲۰۱۹–۲۰۲۰) شناخته می‌شود.

## فیلم‌شناسی

### فیلم
| سال  | عنوان                 | نقش     |
| ---- | --------------------- | ------- |
| ۲۰۰۳ | دایره                 |         |
| ۲۰۱۰ | بانگ!                 |         |
| ۲۰۱۳ | معجزه در سلول شماره ۷ | دادستان |
| ۲۰۱۶ | مرد صادق              | مین-گیو |

### مجموعه‌های تلویزیونی
| سال     | عنوان                                      | نقش                     | توضیحات                     |
| ------- | ------------------------------------------ | ----------------------- | --------------------------- |
| ۲۰۰۳    | Environment Sentai Genta Force             |                         |                             |
| ۲۰۱۰    | امتحان الهی                                |                         |                             |
| ۲۰۱۱    | دایره جنایی                                |                         |                             |
| ۲۰۱۳    | عشق درخشان                                 |                         |                             |
| ۲۰۱۴    | درامای ویژه کی‌بی‌اس «تو زیبایی اوه مان بوک» | جون                     |                             |
| ۲۰۱۴    | عشق قاصدک                                  | شین ته-اوه              |                             |
| ۲۰۱۶    | عاشقان ماه                                 | شاهزادهٔ نهم وانگ وون    |                             |
| ۲۰۱۷    | دنیاهای بهم پیوسته                         | سونگ یونگ-جون           |                             |
| ۲۰۱۸    | سی اما هفده                                | کیم هیونگ-ته            |                             |
| ۲۰۱۹    | زنده یا مرده                               | یو هونگ-مان             |                             |
| ۲۰۱۹    | خانه تابستانی                              | جو سانگ-وون             |                             |
| ۲۰۱۹    | لیگ جذاب                                   | بک یونگ-سو              |                             |
| ۲۰۲۰    | دنیای متأهلی                               | دانشجوی کالج            | حضور افتخاری (قسمت ۱۶)      |
| ۲۰۲۰    | مردها مثل هم هستند                         | دوست‌پسر سابق سو هیون-جو | حضور افتخاری (قسمت‌های ۱، ۲) |
| ۲۰۲۰–۲۱ | بیدار                                      | مون جه-وونگ             |                             |
| ۲۰۲۳    | ازدواج سوم                                 | وانگ یو هان             |                             |